# Helige profeten Elias kyrka, Gradets
Helige profeten Elias kyrka (bulgariska: Църква "Св. Пророк Илия"; translitteration: Tsarkva ''Sv. Prorok Ilija'') är en bulgarisk-ortodox kyrkobyggnad belägen i byn Gradets i regionen Vidin, i nordvästra Bulgarien.
Kyrkan är helgad åt den israelitiske profeten Elia och tillhör Vidins stift i den bulgarisk-ortodoxa kyrkan.

## Historik
Helige profeten Elias kyrka i Gradets började byggas 1825 och stod klar 1838.

### Allmänna källor
- Църква "Св. Пророк Илия" - с. Градец | Опознай.bg (opoznai.bg)
- Църква „Св. Пророк Илия“ – с. Градец – Открий.бг (otkrii.bg)